# Вайскирхен-ин-Штайермарк
Вайскирхен (нем. Weißkirchen in Steiermark) — ярмарочная коммуна (нем. Marktgemeinde) в Австрии, в федеральной земле Штирия. 
Входит в состав округа Юденбург.  Население составляет 1306 человек (на 31 декабря 2005 года). Занимает площадь 1,27 км². Официальный код  —  6 08 23.

## Политическая ситуация
Бургомистр коммуны — Эвальд Пер (АНП) по результатам выборов 2005 года.
Совет представителей коммуны (нем. Gemeinderat) состоит из 15 мест.
- АНП занимает 10 мест.
- СДПА занимает 3 места.
- Зелёные занимают 2 места.